# بحران کوارتز

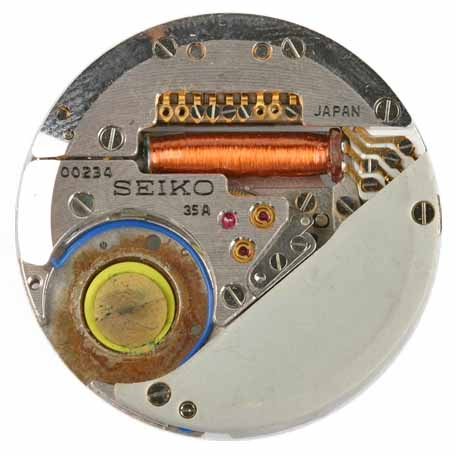
حرکت کوارتز سیکو استرون، ۱۹۶۹

بحران کوارتز تحولی در صنعت ساعت‌سازی بود که ناشی از ظهور ساعت‌های کوارتز در دهه ۱۹۷۰ و اوایل دهه ۱۹۸۰ بود که تا حد زیادی جایگزین ساعت‌های مکانیکی در سراسر جهان شد. این امر باعث افت قابل توجه صنعت ساعت‌سازی سوئیس شد، که ترجیح می‌داد بر ساعت‌های مکانیکی سنتی متمرکز بماند، در حالی که اکثر تولیدات ساعت در جهان به شرکت‌های ژاپنی مانند سیکو، سیتیزن و کاسیو منتقل شد که فناوری الکترونیکی جدید را پذیرفتند.
بحران کوارتز در بحبوحه انقلاب دیجیتال جهانی (یا «انقلاب صنعتی سوم») رخ داد که در اواخر دهه ۱۹۵۰ در حال افزایش بود. بحران با ساخت Astron اولین ساعت کوارتز جهان، که توسط سیکو در دسامبر ۱۹۶۹ معرفی شد، آغاز شد. پیشرفت‌های کلیدی شامل جایگزینی حرکت مکانیکی یا الکترومکانیکی با حرکت ساعت کوارتز و همچنین جایگزینی نمایشگرهای آنالوگ با نمایشگرهای دیجیتالی مانند نمایشگرهای ال ای دی و بعداً نمایشگرهای کریستال مایع (LCD) بود. به‌طور کلی، ساعت‌های کوارتز بسیار دقیق تر از ساعت‌های مکانیکی هستند، علاوه بر اینکه قیمت فروش بسیار پایین‌تری دارند.